# Espressionismo francese (letteratura)
Dopo la prima guerra mondiale, l'espressionismo non scompare ma continua a estendersi. Si arriva persino a parlare di un «espressionismo ecumenico post-bellico». La Germania rimane ancora il centro del movimento. Nel 1933, Benn tenta di dare una coraggiosa definizione dell'espressionismo contribuendo a definire il termine come «stile, chiamato altrove futurismo o cubismo, polimorfo nella sua inflessione empirica, unitario nel suo atteggiamento fondamentale di distruzione della realtà, di spietata penetrazione alla radice delle cose». In base a queste considerazioni, Benn costruisce a ritroso una linea letteraria di espressionismo tedesco comprendente, ad esempio, Goethe, Nietzsche e Hermann Conradi mentre per le altre arti nomina Cézanne, van Gogh, Munch e Marinetti. L'estensione dell'espressionismo non si ferma però solo nel territorio germanico ma arriva anche alle letterature non germaniche fra cui quella francese. Si tratta dell'estensione della categoria espressionismo in termini stilistico - grammaticali.

## Jules Romains (1885-1972)
Leo Spitzer, considerato da tempo un massimo esponente della critica stilistica, ha preso le opere giovanili dell'espressionista francese, Jules Romains, in esame nel suo saggio Unanimismo di Jules Romains (Introduzione alla lingua dell'espressionismo francese) (1928) mettendo in risalto lo stile collettivistico, o più esattamente umanistico. Lo scopo del saggio è esaminare lo stile puntando in particolare all'innovazione stilistica di un autore. Spitzer sottolinea il verbo exister plus usato da Romains non per indicare lo stato, bensì l'azione dell'esistere: «è significativo che vivre occupi di raro un posto di primo piano: evidentemente esso è troppo passivo». Secondo Spitzer, Romains è «uno scrittore per il quale scrivere è un eterno parto e il processo creativo si può simboleggiare materialmente, ogni separazione di una parte dal tutto e ogni accrescimento di un intero potrebbero presentarsi sotto l'aspetto di un parto, o di una naturale funzione eruttiva del corpo umano (vomito, evacuazione)». È dunque importante tenere presente lo stretto rapporto fra l'innovazione linguistica e la «particolare esperienza che lo scrittore ha del processo vitale». Come Contini, anche per Spitzer, l'espressionismo letterario prende le sue iniziative all'interno delle arti figurative. Per quanto riguarda l'aspetto linguistico, il critico indica tre strade: la dissoluzione della sintassi, neologismi e la dilatazione semantica. Questa ultima non si presenta in Romains dato che, secondo Spitzer, la formazione di nuove parole è più spontanea nella lingua tedesca rispetto a quella francese.
Il critico arriva alla distinzione fra la lingua dell'espressionismo dal tedesco al francese annunciando: «l'espressionismo tedesco riesce facilmente un grido inarticolato; mentre quello francese è una forza potenziata. A questo contribuisce anche la lingua, che modera e tempera le ricerche dissolutive degli scrittori». Commentando lo stile dell'espressionista, Spitzer nota che l'amore che Romains porta per il movimento espressionista non ha distrutto però «il senso della costruzione; né quello della composizione linguistica». Spitzer sottolinea inoltre che la lingua di Romains «non si scioglie mai in un balbettio primitivo, ma sa raggiungere spesso un pathos solenne». Davanti alle novità dell'espressionismo, il linguista sente di dover «tracciare le nuove possibilità espressive che lo scrittore ha offerto alla lingua francese; quella ardente e agitata elaborazione e spiritualizzazione, che rappresenta il riflesso linguistico dell'unanimismo». Ma Jules Romains, pur essendo dominato dall'idea della forma, non è tuttavia «ricorso a un francese violentato e sconvolto, ma soltanto a una lingua più intensamente espressiva».
Inoltre, il linguaggio di Romains è particolarmente caro ai critici perché non comprende solo l'uso del verbo, la categoria più rilevante dell'espressionismo, ma anche quello dell'aggettivo prevalentemente attribuito all'impressionismo. Questa convivenza non è solo presente in Romains. Essa si trova anche all'interno di una tradizione letteraria. Jakob Wassermann, ad esempio, si inclina per il verbo mentre Thomas Mann per l'aggettivo. Il critico ritrova la fenomenologia diaristica dell'impressionismo nel grande artista espressionista Vincent van Gogh e nella poesia di Paul Morand prima di arrivare a una sicura conferma: «L'impressionismo trapassa quindi lentamente e impercettibilmente in espressionismo».

## Luis-Ferdinand Céline (1894-1961)
Céline è stato un altro scrittore francese nominato nel percorso di Contini. Céline è qualificato espressionista con tanto ritardo. Nelle prime pagine di Mort à crédit (1936), si trovano degli elementi espressionistici nella notazione ferroviaria («La gare c'était dedans comme une boîte, la salle d'attente pleine de fumée avec une lampe d'huile en haut, branleuse au plafond. […] Voici le train qui vrombit, c'est un tonnerre, on dirait qu'il arrache tout. Les vouyageur se trémoussent, se décarcassent, chargent en ouragan les portières»), oppure nella stessa opera, si presenta invece quella notazione fluviale con la prevalenza dei verbi («Plus loin, c'est Villeneuve-Saint-Georges… La travée grise de l'Yvette après les coteux… […] le vent qui pren son élan… trébuche au fleuve… tourmente le beteau-lavoir…»). Nella prima citazione, la violenza del cromatismo viene espressa da elementi perché la descrizione è tradotta nel linguaggio dell’historicus che è un monologo interminato (un monologo naturalista, non interiore ma tutto esteriorizzato) e ricorre a una sintassi parlata con delle deformazioni populiste. Nella seconda citazione invece, prevalgono puntini di sospensione dopo ogni segmento impressionistico che è uno stile ottocentesco, uno «stile ‘staccato’ della recitazione naturalistica […] in una resa poetica frammentistica e in un parossismo di spezzature».
Céline, nelle sue opere, riprende anche il tema del corpo con sue funzioni e problematiche nell'età espressionistiche: la sua corporeità, «atti sessuali, malattia, vomito, percosse». Le eccezioni fisiologiche («le monstre aux cent mille braguettes, écrounlé sur les martyrs, remue la musique dans son ventre…») affermano una più probabile legittimità espressiva. Oltre lo stile diretto, si notano anche rari lacerti in stile indiretto che servono a mantenere parità di enfasi usando il ritmico rinnovo di burleschi trinomî: «Alors c'éstait l'anathème! Le blasphème atroce!... le parjure abominable!... J'avais pour moi la jeunesse et foirais [me la facevo addosso] en simagrées? Ah! L'effroyable extravagance!  Ah! L'impertinence diabolique! […] Ah! Jean-de-la-foutre-bique!». In particolare, nella pagina in cui Céline tratta delle morti possibili, alterna i due registri del «maestro di anatomia patologica e dell'uomo di squisito umanesimo» usando termini tecnici messi fra virgolette («la ‘trosième’», «la Rolandique»). Continua Contini mettendo in rilievo che l'«antologizzazione, che fa violenza all'assunto monotono dello scrittore, mette in luce una situazione tipica di ogni espressionismo verbale».

## Jacques Audiberti (1899-1965)
Di Jacques Audiberti, Contini parla di «un'esperienza esasperatamente espressionistica, non contenta della sintassi surreale delle immagini, ma che esercita la sua violenza sulla verbalità e la fonicità».  Si prende l'esempio nell'opera poetica di Audiberti (ad esempio Race des homes, Des tonnes de semence, ecc.) in cui lo scrittore si dedica alla putrefazione, un tema che ha uno stretto rapporto fra la vita e la morte. Quest'ultima è anche resurrezione. Allo scopo di fa presto la resurrezione, Audiberti procede più velocemente la putrefazione (che vuol dire anche processi di autodistruzione). Nella raccolta Toujours (1943), questi temi sono rilevantemente messi al centro. La souffrance, per esempio, tratta della sofferenza che si distrugge prendendo coscienza di sé.